# Carlos Leite Ribeiro
Carlos Leite Ribeiro (Rio de Janeiro, 5 de abril de 1858 - Rio de Janeiro, 14 de fevereiro de 1945) foi um militar e político brasileiro que exerceu a função de prefeito do Distrito Federal do Brasil. Foi tenente-coronel da Guarda Nacional e deputado federal.

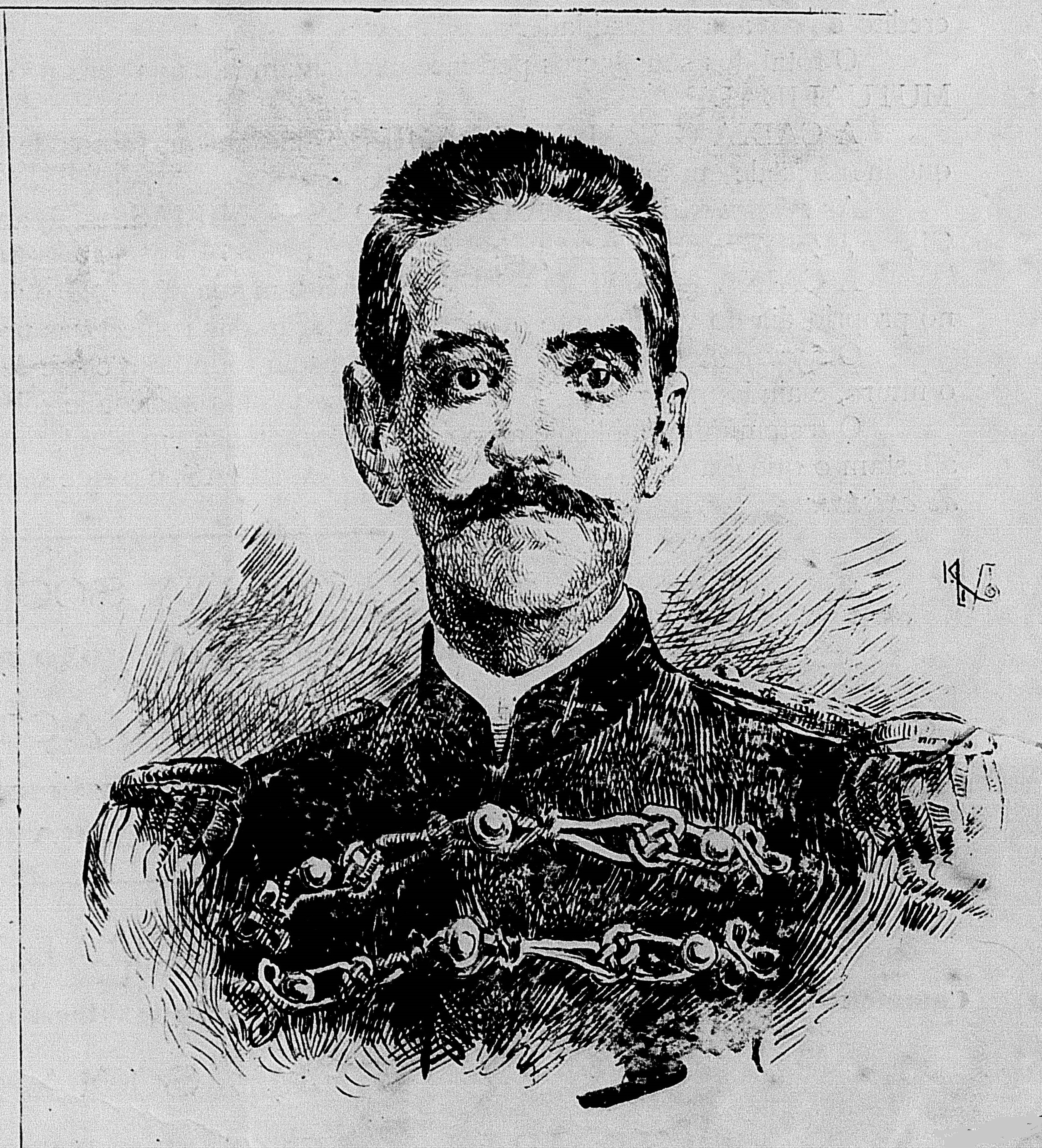
Coronel Carlos Leite Ribeiro (Semana Ilustrada, 1898).